# Campeonato Sub-23 de la AFC 2020
El Campeonato Sub-23 de la AFC de 2020 fue la cuarta edición de este torneo de fútbol a nivel de selecciones sub-23 organizado por la Confederación Asiática de Fútbol (AFC). El torneo se disputó en Tailandia del 8 al 26 de enero de 2020.
Los tres mejores equipos del torneo clasificaron para el torneo de fútbol masculino de los Juegos Olímpicos de Tokio 2020, como los representantes de la AFC, junto a Japón que ya clasificó por ser el anfitrión.

## Sedes
El torneo se celebró en cuatro ciudades de Tailandia: Bangkok, Pathum Thani, Buriram y Songkhla.
| Bangkok             | Bangkok Buriram Songkhla Pathum Thani | Buriram           |
| ------------------- | ------------------------------------- | ----------------- |
| Estadio Rajamangala | Bangkok Buriram Songkhla Pathum Thani | Estadio Buriram   |
| Capacidad: 49,722   | Bangkok Buriram Songkhla Pathum Thani | Capacidad: 32,600 |
|                     | Bangkok Buriram Songkhla Pathum Thani |                   |
| Songkhla            | Bangkok Buriram Songkhla Pathum Thani | Pathum Thani      |
| Estadio Tinsulanon  | Bangkok Buriram Songkhla Pathum Thani | Estadio Thammasat |
| Capacidad: 30,100   | Bangkok Buriram Songkhla Pathum Thani | Capacidad: 25,000 |
|                     | Bangkok Buriram Songkhla Pathum Thani |                   |

## Clasificación

### Selecciones participantes
| Selecciones participantes | Selecciones participantes | Selecciones participantes | Selecciones participantes |
| ------------------------- | ------------------------- | ------------------------- | ------------------------- |
| Tailandia                 | Uzbekistán                | Vietnam                   | Catar                     |
| Corea del Sur             | Irak                      | Japón                     | Corea del Norte           |
| China                     | Australia                 | Jordania                  | Arabia Saudita            |
| Siria                     | Irán                      | Emiratos Árabes Unidos    | Baréin                    |

## Árbitros Oficiales
Árbitros
| - Chris Beath - Shaun Evans - Nawaf Shukralla - Fu Ming - Ma Ning - Liu Kwok Man - Alireza Faghani | - Ali Sabah - Mohanad Qasim Eesee Sarray - Jumpei Iida - Hiroyuki Kimura - Ryuji Sato - Minoru Tōjō - Adham Makhadmeh | - Ahmed Al-Ali - Kim Hee-gon - Kim Jong-hyeok - Ko Hyung-jin - Mohd Amirul Izwan Yaacob - Ahmed Al-Kaf - Abdulla Al-Marri | - Abdulrahman Al-Jassim - Khamis Al-Kuwari - Khamis Al-Marri - Turki Al-Khudhayr - Muhammad Bin Jahari - Hettikamkanamge Perera - Hanna Hattab | - Sivakorn Pu-udom - Ammar Al-Jeneibi - Mohammed Abdulla Hassan Mohamed - Omar Mohamed Al-Ali - Valentin Kovalenko - Ilgiz Tantashev |

Árbitros asistentes
| - Anton Shchetinin - Ashley Beecham - Mohamed Salman - Abdulla Al-Rowaimi - Cao Yi - Shi Xiang | - Mohammadreza Abolfazl - Mohammadreza Mansouri - Ahmad Al-Roalle - Mohammad Al-Kalaf - Mihara Jun | - Hiroshi Yamauchi - Park Sang-jun - Yoon Kwang-yeol - Abu Bakar Al-Amri - Rashid Al-Ghaith | - Saud Al-Maqaleh - Taleb Al-Marri - Mohammed Al-Abakry - Khalaf Al-Shammari - Koh Min Kiat | - Palitha Hemathunga - Mohamed Al-Hammadi - Hasan Al-Mahri - Timur Gaynullin - Andrey Tsapenko |

## Sorteo
El sorteo del torneo final se celebró el 26 de septiembre de 2019, a las 15:00 (UTC +7), en el Swissotel Bangkok Ratchada en Bangkok. 

## Fase de grupos
Los dos primeros de cada grupo avanzan a cuartos de final.

### Grupo A
| Equipo    | Pts | PJ | PG | PE | PP | GF | GC | Dif |
| --------- | --- | -- | -- | -- | -- | -- | -- | --- |
| Australia | 5   | 3  | 1  | 2  | 0  | 4  | 3  | 1   |
| Tailandia | 4   | 3  | 1  | 1  | 1  | 7  | 3  | 4   |
| Irak      | 3   | 3  | 0  | 3  | 0  | 4  | 4  | 0   |
| Baréin    | 2   | 3  | 0  | 2  | 1  | 3  | 8  | -5  |

| 8 de enero de 2020, 17:15 | Irak       | 1:1 (0:0) | Australia   | Estadio Rajamangala, Bangkok |                     |
|                           | Nassif 77' | Reporte   | Piscopo 62' | Árbitro(s): Fu Ming          | Árbitro(s): Fu Ming |

| 8 de enero de 2020, 20:15 | Tailandia                                           | 5:0 (1:0) | Baréin | Estadio Thammasat, Pathum Thani |                        |
|                           | Mueanta 12' 79' · Sarachat 47' · Wonggorn 89' 90+2' | Reporte   |        | Árbitro(s): Ryuji Sato          | Árbitro(s): Ryuji Sato |

| 11 de enero de 2020, 17:15 | Baréin                       | 2:2 (1:0) | Irak                         | Estadio Thammasat, Pathum Thani |                          |
|                            | Hashim Isa 44' · Marhoon 86' | Reporte   | Al-Ammari 65' · Nassif 90+2' | Árbitro(s): Ko Hyung-jin        | Árbitro(s): Ko Hyung-jin |

| 11 de enero de 2020, 20:15 | Australia          | 2:1 (1:1) | Tailandia        | Estadio Rajamangala, Bangkok  |                               |
|                            | D'Agostino 43' 76' | Reporte   | Amornlerdsak 24' | Árbitro(s): Turki Al-Khudhayr | Árbitro(s): Turki Al-Khudhayr |

| 14 de enero de 2020, 20:15 | Tailandia          | 1:1 (1:0) | Irak       | Estadio Rajamangala, Bangkok |                             |
|                            | Wonggorn 6' (pen.) | Reporte   | Nassif 49' | Árbitro(s): Adham Makhadmeh  | Árbitro(s): Adham Makhadmeh |

| 14 de enero de 2020, 20:15 | Australia     | 1:1 (1:1) | Baréin        | Estadio Thammasat, Pathum Thani             |                                             |
|                            | Najjarine 34' | Reporte   | Marhoon 45+3' | Árbitro(s): Mohammed Abdulla Hassan Mohamed | Árbitro(s): Mohammed Abdulla Hassan Mohamed |

### Grupo B
| Equipo         | Pts | PJ | PG | PE | PP | GF | GC | Dif |
| -------------- | --- | -- | -- | -- | -- | -- | -- | --- |
| Arabia Saudita | 7   | 3  | 2  | 1  | 0  | 5  | 3  | 2   |
| Siria          | 4   | 3  | 1  | 1  | 1  | 4  | 4  | 0   |
| Catar          | 3   | 3  | 0  | 3  | 0  | 3  | 3  | 0   |
| Japón          | 1   | 3  | 0  | 1  | 2  | 3  | 5  | -2  |

| 9 de enero de 2020, 17:15 | Catar                              | 2:2 (2:1) | Siria                    | Estadio Thammasat, Pathum Thani |                                |
|                           | Abdurisag 1' · Mohammad 22' (a.g.) | Reporte   | Barakat 31' · Dali 90+4' | Árbitro(s): Valentin Kovalenko  | Árbitro(s): Valentin Kovalenko |

| 9 de enero de 2020, 20:15 | Japón       | 1:2 (0:0) | Arabia Saudita                      | Estadio Thammasat, Pathum Thani |                         |
|                           | Meshino 56' | Reporte   | Al-Khulaif 48' · Ghareeb 88' (pen.) | Árbitro(s): Chris Beath         | Árbitro(s): Chris Beath |

| 12 de enero de 2020, 17:15 | Arabia Saudita | 0:0     | Catar | Estadio Thammasat, Pathum Thani |                     |
|                            |                | Reporte |       | Árbitro(s): Ma Ning             | Árbitro(s): Ma Ning |

| 12 de enero de 2020, 20:15 | Siria                              | 2:1 (1:1) | Japón    | Estadio Thammasat, Pathum Thani |                       |
|                            | Barakat 9' (pen.) · Aldin Dali 88' | Reporte   | Sōma 30' | Árbitro(s): Ali Sabah           | Árbitro(s): Ali Sabah |

| 15 de enero de 2020, 20:15 | Catar               | 1:1 (0:0) | Japón     | Estadio Rajamangala, Bangkok    |                                 |
|                            | Al-Ahrak 79' (pen.) | Reporte   | Ogawa 73' | Árbitro(s): Muhammad Bin Jahari | Árbitro(s): Muhammad Bin Jahari |

| 15 de enero de 2020, 20:15 | Arabia Saudita  | 1:0 (0:0) | Siria | Estadio Thammasat, Pathum Thani |                                |
|                            | Al-Buraikan 80' | Reporte   |       | Árbitro(s): Valentin Kovalenko  | Árbitro(s): Valentin Kovalenko |

### Grupo C
| Equipo        | Pts | PJ | PG | PE | PP | GF | GC | Dif |
| ------------- | --- | -- | -- | -- | -- | -- | -- | --- |
| Corea del Sur | 9   | 3  | 3  | 0  | 0  | 5  | 2  | 3   |
| Uzbekistán    | 4   | 3  | 1  | 1  | 1  | 4  | 3  | 1   |
| Irán          | 4   | 3  | 1  | 1  | 1  | 3  | 3  | 0   |
| China         | 0   | 3  | 0  | 0  | 3  | 0  | 4  | -4  |

| 9 de enero de 2020, 17:15 | Uzbekistán         | 1:1 (1:0) | Irán         | Estadio Tinsulanon, Songkhla |                             |
|                           | Kobilov 40' (pen.) | Reporte   | Dehghani 58' | Árbitro(s): Khamis Al-Marri  | Árbitro(s): Khamis Al-Marri |

| 9 de enero de 2020, 20:15 | Corea del Sur      | 1:0 (0:0) | China | Estadio Tinsulanon, Songkhla                |                                             |
|                           | Lee Dong-jun 90+3' | Reporte   |       | Árbitro(s): Mohammed Abdulla Hassan Mohamed | Árbitro(s): Mohammed Abdulla Hassan Mohamed |

| 12 de enero de 2020, 17:15 | Irán        | 1:2 (0:2) | Corea del Sur                        | Estadio Tinsulanon, Songkhla |                             |
|                            | Shekari 54' | Reporte   | Lee Dong-jun 22' · Cho Kyu-seong 34' | Árbitro(s): Adham Makhadmeh  | Árbitro(s): Adham Makhadmeh |

| 12 de enero de 2020, 20:15 | China | 0:2 (0:1) | Uzbekistán                             | Estadio Tinsulanon, Songkhla      |                                   |
|                            |       | Reporte   | Kobilov 45+2' (pen.) · Tukhtasinov 80' | Árbitro(s): Abdulrahman Al-Jassim | Árbitro(s): Abdulrahman Al-Jassim |

| 15 de enero de 2020, 17:15 | Uzbekistán      | 1:2 (1:1) | Corea del Sur    | Estadio Thammasat, Pathum Thani |                             |
|                            | Abdixolikov 21' | Reporte   | Oh Se-hun 5' 71' | Árbitro(s): Hiroyuki Kimura     | Árbitro(s): Hiroyuki Kimura |

| 15 de enero de 2020, 17:15 | China | 0:1 (0:0) | Irán                 | Estadio Tinsulanon, Songkhla |                          |
|                            |       | Reporte   | Noorafkan 87' (pen.) | Árbitro(s): Hanna Hattab     | Árbitro(s): Hanna Hattab |

### Grupo D
| Equipo                 | Pts | PJ | PG | PE | PP | GF | GC | Dif |
| ---------------------- | --- | -- | -- | -- | -- | -- | -- | --- |
| Emiratos Árabes Unidos | 5   | 3  | 1  | 2  | 0  | 3  | 1  | 2   |
| Jordania               | 5   | 3  | 1  | 2  | 0  | 3  | 2  | 1   |
| Corea del Norte        | 3   | 3  | 1  | 0  | 2  | 3  | 5  | -2  |
| Vietnam                | 2   | 3  | 0  | 2  | 1  | 1  | 2  | -1  |

| 10 de enero de 2020, 17:15 | Vietnam | 0:0     | Emiratos Árabes Unidos | Estadio Buriram, Buriram        |                                 |
|                            |         | Reporte |                        | Árbitro(s): Muhammad Bin Jahari | Árbitro(s): Muhammad Bin Jahari |

| 10 de enero de 2020, 20:15 | Corea del Norte     | 1:2 (0:1) | Jordania                           | Estadio Buriram, Buriram    |                             |
|                            | Ryang Hyon-ju 90+1' | Reporte   | Bani Atieh 45+1' (pen.) · Hani 74' | Árbitro(s): Alireza Faghani | Árbitro(s): Alireza Faghani |

| 13 de enero de 2020, 17:15 | Emiratos Árabes Unidos        | 2:0 (2:0) | Corea del Norte | Estadio Buriram, Buriram |                          |
|                            | Al-Hammadi 17' · Al-Ameri 30' | Reporte   |                 | Árbitro(s): Ahmed Al-Kaf | Árbitro(s): Ahmed Al-Kaf |

| 13 de enero de 2020, 20:15 | Jordania | 0:0     | Vietnam | Estadio Buriram, Buriram |                        |
|                            |          | Reporte |         | Árbitro(s): Ryuji Sato   | Árbitro(s): Ryuji Sato |

| 16 de enero de 2020, 20:15 | Vietnam              | 1:2 (1:1) | Corea del Norte                                    | Estadio Rajamangala, Bangkok |                            |
|                            | Nguyễn Tiến Linh 16' | Reporte   | Bùi Tiến Dũng 27' (a.g.) · Ri Chung-gyu 90' (pen.) | Árbitro(s): Mohanad Sarray   | Árbitro(s): Mohanad Sarray |

| 16 de enero de 2020, 20:15 | Jordania         | 1:1 (0:1) | Emiratos Árabes Unidos | Estadio Buriram, Buriram    |                             |
|                            | Al-Khawaldeh 79' | Reporte   | Al-Ameri 41'           | Árbitro(s): Nawaf Shukralla | Árbitro(s): Nawaf Shukralla |

## Ronda final
|  | Cuartos de final       | Cuartos de final |                |                | Semifinales | Semifinales |           |                      | Final        | Final |  |
|  |                        |                  |                |                |             |             |           |                      |              |       |  |
|  |                        |                  |                |                |             |             |           |                      |              |       |  |
|  | Australia (t.s.)       | 1                |                |                |             |             |           |                      |              |       |  |
|  | Australia (t.s.)       | 1                |                |                |             |             |           |                      |              |       |  |
|  | Siria                  | 0                |                |                |             |             |           |                      |              |       |  |
|  | Siria                  | 0                |                | Australia      | 0           |             |           |                      |              |       |  |
|  |                        |                  |                | Australia      | 0           |             |           |                      |              |       |  |
|  |                        |                  | Corea del Sur  | 2              |             |             |           |                      |              |       |  |
|  | Corea del Sur          | 2                | Corea del Sur  | 2              |             |             |           |                      |              |       |  |
|  | Corea del Sur          | 2                |                |                |             |             |           |                      |              |       |  |
|  | Jordania               | 1                |                |                |             |             |           |                      |              |       |  |
|  | Jordania               | 1                |                |                |             |             |           | Corea del Sur (t.s.) | 1            |       |  |
|  |                        |                  |                |                |             |             |           | Corea del Sur (t.s.) | 1            |       |  |
|  |                        |                  | Arabia Saudita | 0              |             |             |           |                      |              |       |  |
|  | Arabia Saudita         | 1                | Arabia Saudita | 0              |             |             |           |                      |              |       |  |
|  | Arabia Saudita         | 1                |                |                |             |             |           |                      |              |       |  |
|  | Tailandia              | 0                |                |                |             |             |           |                      |              |       |  |
|  | Tailandia              | 0                |                | Arabia Saudita | 1           |             |           | Tercer lugar         | Tercer lugar |       |  |
|  |                        |                  |                | Arabia Saudita | 1           |             |           | Tercer lugar         | Tercer lugar |       |  |
|  |                        |                  | Uzbekistán     | 0              |             |             |           |                      |              |       |  |
|  | Emiratos Árabes Unidos | 1                | Uzbekistán     | 0              |             |             | Australia | 1                    |              |       |  |
|  | Emiratos Árabes Unidos | 1                |                |                |             |             | Australia | 1                    |              |       |  |
|  | Uzbekistán             | 5                |                |                |             |             |           |                      | Uzbekistán   | 0     |  |
|  | Uzbekistán             | 5                |                |                |             |             |           |                      | Uzbekistán   | 0     |  |
|  |                        |                  |                |                |             |             |           |                      |              |       |  |

### Cuartos de final
| 18 de enero de 2020, 17:15 | Arabia Saudita       | 1:0 (0:0) | Tailandia | Estadio Thammasat, Pathum Thani |                          |
|                            | Al-Hamdan 77' (pen.) | Reporte   |           | Árbitro(s): Ahmed Al-Kaf        | Árbitro(s): Ahmed Al-Kaf |

| 18 de enero de 2020, 20:15 | Australia  | 1:0 (0:0, 0:0) (t. s.) | Siria | Estadio Rajamangala, Bangkok |                        |
|                            | Toure 102' | Reporte                |       | Árbitro(s): Ryuji Sato       | Árbitro(s): Ryuji Sato |

| 19 de enero de 2020, 17:15 | Corea del Sur                             | 2:1 (1:0) | Jordania      | Estadio Thammasat, Pathum Thani   |                                   |
|                            | Cho Kyu-seong 16' · Lee Dong-gyeong 90+5' | Reporte   | Al-Naimat 75' | Árbitro(s): Abdulrahman Al-Jassim | Árbitro(s): Abdulrahman Al-Jassim |

| 19 de enero de 2020, 20:15 | Emiratos Árabes Unidos | 1:5 (1:3) | Uzbekistán                                                                            | Estadio Rajamangala, Bangkok |                     |
|                            | Al-Ameri 13'           | Reporte   | Alijanov 16' · Kobilov 26' (pen.) · Bozorov 41' · Yakhshiboev 84' · Tukhtasinov 90+3' | Árbitro(s): Fu Ming          | Árbitro(s): Fu Ming |

### Semifinales
| 22 de enero de 2020, 17:15 | Arabia Saudita | 1:0 (0:0) | Uzbekistán | Estadio Rajamangala, Bangkok |                        |
|                            | Al-Omran 87'   | Reporte   |            | Árbitro(s): Ryuji Sato       | Árbitro(s): Ryuji Sato |

| 22 de enero de 2020, 20:15 | Australia | 0:2 (0:0) | Corea del Sur                         | Estadio Thammasat, Pathum Thani |                             |
|                            |           | Reporte   | Kim Dae-won 56' · Lee Dong-gyeong 76' | Árbitro(s): Nawaf Shukralla     | Árbitro(s): Nawaf Shukralla |

### Tercer puesto
| 25 de enero de 2020, 19:30 | Australia      | 1:0 (0:0) | Uzbekistán | Estadio Rajamangala, Bangkok                |                                             |
|                            | D'Agostino 47' | Reporte   |            | Árbitro(s): Mohammed Abdulla Hassan Mohamed | Árbitro(s): Mohammed Abdulla Hassan Mohamed |

### Final
| 26 de enero de 2020, 19:30 | Corea del Sur       | 1:0 (0:0, 0:0) (t. s.) | Arabia Saudita | Estadio Rajamangala, Bangkok |                         |
|                            | Jeong Tae-wook 113' | Reporte                |                | Árbitro(s): Chris Beath      | Árbitro(s): Chris Beath |

|                                   |
|                                   |
| Campeón Corea del Sur 1.er título |

## Goleadores
3 goles
- Nicholas D'Agostino
- Mohammed Nassif
- Jaroensak Wonggorn
- Zaid Al-Ameri
- Islom Kobilov

2 goles
- Mohamed Marhoon
- Cho Kyu-seong
- Lee Dong-gyeong
- Lee Dong-jun
- Oh Se-hun
- Abd Al-Rahman Barakat
- Alaa Aldin Dali
- Suphanat Mueanta
- Nurillo Tukhtasinov

## Clasificados a losJuegos Olímpicos de Tokio 2020
| Bandera de Japón  | Bandera de Arabia Saudita | Bandera de Corea del Sur | Bandera de Australia |
| Japón (Anfitrión) | Arabia Saudita            | Corea del Sur            | Australia            |